# Unione Sportiva Triestina 1965
Questa voce raccoglie le informazioni riguardanti l'Unione Sportiva Triestina Hockey nelle competizioni ufficiali della stagione 1965.

## Maglie e sponsor
| 1ª divisa |

## Rosa
| N° | Naz.              | Ruolo | Sportivo          |  |  |  |
| -- | ----------------- | ----- | ----------------- |  |  |  |
| ?  | Italia (bandiera) | E     | Franco Cervo      |  |  |  |
| ?  | Italia (bandiera) | P     | Chiandussi        |  |  |  |
| ?  | Italia (bandiera) | E     | Fabris            |  |  |  |
| ?  | Italia (bandiera) | P     | Enzo Mari         |  |  |  |
| ?  | Italia (bandiera) | E     | Romano Martellani |  |  |  |
| ?  | Italia (bandiera) | E     | Flavio Perok      |  |  |  |
| ?  | Italia (bandiera) | E     | Roberto Pockay    |  |  |  |
| ?  | Italia (bandiera) | E     | Giuseppe Prinz    |  |  |  |

- Allenatore:  Mario Cergol